# Petras Valiukas
Petras Valiukas (* 1948; † 1993) war ein litauischer Politiker und Polizeibeamter.

## Leben
1967 begann Valiukas seine Karriere bei der  Miliz von Sowjetlitauen. Er war Leiter der Abteilung für innere Angelegenheiten in Zarasai. Ab 1985 arbeitete in Marijampolė. 1991 war er Kommandant von Polizei-Spezialeinsatzkommando ("Aras") und dann Chef der Polizei in Kaunas, Polizeigeneral. Ab dem 19. November 1991 wurde er Innenminister Litauens im Kabinett Vagnorius I und bis 1992 im Kabinett Abišala.